# Équation de Yang-Baxter
En physique, l'équation de Yang–Baxter (ou relation triangle-étoile) est une relation de compatibilité qui a été introduite en mécanique statistique. Elle repose sur l'idée que dans certaines situations de diffusion, les particules sont susceptibles de préserver leur moment tout en changeant leur état quantique interne. Elle exprime qu'une matrice {\displaystyle R} qui agit sur deux objets sur trois satisfait à
{\displaystyle ({\check {R}}\otimes \mathbf {1} )(\mathbf {1} \otimes {\check {R}})({\check {R}}\otimes \mathbf {1} )=(\mathbf {1} \otimes {\check {R}})({\check {R}}\otimes \mathbf {1} )(\mathbf {1} \otimes {\check {R}}).}

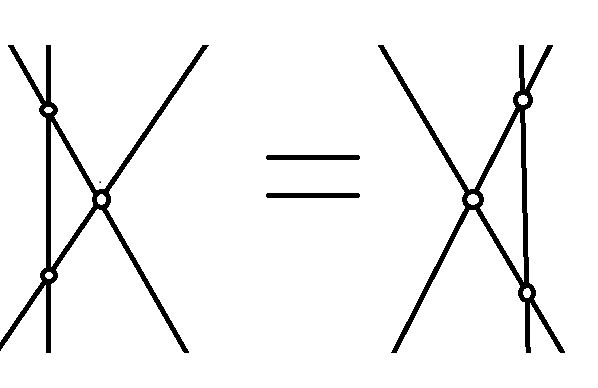
Illustration de l'équation de Yang-Baxter

Dans les systèmes quantiques en dimension 1, {\displaystyle R} est la matrice de diffusion ; si elle satisfait à l'équation de Yang-Baxter, alors le système est intégrable. L'équation de Yang-Baxter intervient également dans la théorie des nœuds et la théorie des groupes de tresses, où {\displaystyle R} correspond à l'échange de deux brins. Vu que l'on peut échanger trois brins de deux façons différentes, l'équation de Yang-Baxter exprime que les deux reviennent au même.
L'équation est nommée d'après des travaux indépendants de Chen Ning Yang en 1968 et Rodney James Baxter en 1971.

## Forme générale de l'équation de Yang-Baxter paramétrée
Soit {\displaystyle A} une algèbre associative unitaire. Sous sa forme la plus générale, l'équation de Yang-Baxter paramétrée est une équation portant sur {\displaystyle R(u,u')}, un élément du produit tensoriel {\displaystyle A\otimes A}, où {\displaystyle u} et {\displaystyle u'} sont les paramètres (généralement des réels dans le cas d'un paramètre additif, ou des réels strictement positifs dans le cas d'un paramètre multiplicatif).
On pose {\displaystyle R_{ij}(u,u')=\phi _{ij}(R(u,u'))} pour {\displaystyle i,j=1,\dots ,3}, où les {\displaystyle \phi _{ij}:A\otimes A\to A\otimes A\otimes A} sont les morphismes d'algèbres définis par
{\displaystyle \phi _{12}(a\otimes b)=a\otimes b\otimes 1,}
{\displaystyle \phi _{13}(a\otimes b)=a\otimes 1\otimes b,}
{\displaystyle \phi _{23}(a\otimes b)=1\otimes a\otimes b.}
La forme générale de l'équation de Yang-Baxter est
{\displaystyle R_{12}(u_{1},u_{2})\ R_{13}(u_{1},u_{3})\ R_{23}(u_{2},u_{3})=R_{23}(u_{2},u_{3})\ R_{13}(u_{1},u_{3})\ R_{12}(u_{1},u_{2}),}
pour toutes les valeurs de {\displaystyle u_{1}},  {\displaystyle u_{2}} et  {\displaystyle u_{3}}.

### Forme non paramétrée
Soit {\displaystyle A} une algèbre associative unitaire. L'équation de Yang-Baxter non paramétrée pour {\displaystyle R}, un élément inversible du produit tensoriel {\displaystyle A\otimes A} est
{\displaystyle R_{12}\ R_{13}\ R_{23}=R_{23}\ R_{13}\ R_{12},}
où, comme ci-dessus, {\displaystyle R_{12}=\phi _{12}(R)}, {\displaystyle R_{13}=\phi _{13}(R)} et {\displaystyle R_{23}=\phi _{23}(R)}.

### Expression dans une base
Souvent, l'algèbre associative est l'algèbre des endomorphismes d'un espace vectoriel {\displaystyle V} sur un corps {\displaystyle k}, c'est-à-dire que {\displaystyle A={\text{End}}(V)}. Étant donné une base {\displaystyle (e_{i})} de {\displaystyle V}, les coefficients de la matrice {\displaystyle R\in {\text{End}}(V)\otimes {\text{End}}(V)\cong {\text{End}}(V\otimes V)} sont notés {\displaystyle R_{ij}^{kl}}, qui correspond à l'application {\displaystyle e_{i}\otimes e_{j}\mapsto e_{k}\otimes e_{l}}. En omettant la dépendance par rapport au paramètre, le coefficient de l'équation de Yang-Baxter correspondant à l'application {\displaystyle e_{a}\otimes e_{b}\otimes e_{c}\mapsto e_{d}\otimes e_{e}\otimes e_{f}} s'écrit
{\displaystyle (R_{12})_{ij}^{de}(R_{13})_{ak}^{if}(R_{23})_{bc}^{jk}=(R_{23})_{jk}^{ef}(R_{13})_{ic}^{dk}(R_{12})_{ab}^{ij}.}

## Autre forme de l'équation et représentations des groupes de tresses
Soit {\displaystyle V} un module sur {\displaystyle A}. Soit {\displaystyle P:V\otimes V\to V\otimes V} la volte, c'est-à-dire l'application linéaire définie par {\displaystyle P(x\otimes y)=y\otimes x} pour tous {\displaystyle x,y\in V}, et soit  {\displaystyle P_{ij}=\phi _{ij}(P)}. L'équation de Yang-Baxter, exprimée en termes de l'endomorphisme {\displaystyle {\check {R}}(u,u')=P\circ R(u,u')} de {\displaystyle V\otimes V}, prend la forme suivante :
{\displaystyle (\mathbf {1} \otimes {\check {R}}(u_{1},u_{2}))({\check {R}}(u_{1},u_{3})\otimes \mathbf {1} )(\mathbf {1} \otimes {\check {R}}(u_{2},u_{3}))=({\check {R}}(u_{2},u_{3})\otimes \mathbf {1} )(\mathbf {1} \otimes {\check {R}}(u_{1},u_{3}))({\check {R}}(u_{1},u_{2})\otimes \mathbf {1} ).}
On peut aussi exprimer cette équation en reprenant les notations ci-dessus, c'est-à-dire en posant {\displaystyle {\check {R}}_{ij}(u,u')=\phi _{ij}({\check {R}}(u,u'))}, auquel cas l'équation s'écrit
{\displaystyle {\check {R}}_{23}(u_{1},u_{2})\ {\check {R}}_{12}(u_{1},u_{3})\ {\check {R}}_{23}(u_{2},u_{3})={\check {R}}_{12}(u_{2},u_{3})\ {\check {R}}_{23}(u_{1},u_{3})\ {\check {R}}_{12}(u_{1},u_{2}).}
Dans le cas particulier où {\displaystyle {\check {R}}} ne dépend d'aucun paramètre, l'équation se réduit à
{\displaystyle (\mathbf {1} \otimes {\check {R}})({\check {R}}\otimes \mathbf {1} )(\mathbf {1} \otimes {\check {R}})=({\check {R}}\otimes \mathbf {1} )(\mathbf {1} \otimes {\check {R}})({\check {R}}\otimes \mathbf {1} ),}
et (si {\displaystyle R} est inversible) on obtient une représentation du groupe de tresses {\displaystyle B_{n}} sur {\displaystyle V^{\otimes n}} en posant {\displaystyle \sigma _{i}=1^{\otimes i-1}\otimes {\check {R}}\otimes 1^{\otimes n-i-1}} pour {\displaystyle i=1,\dots ,n-1}. Cette représentation peut être utilisée pour déterminer des quasi-invariants de tresses, de nœuds et d'entrelacs.

## Symétrie
Les solutions de l'équation de Yang-Baxter sont souvent contraintes en exigeant que la {\displaystyle R}-matrice soit invariante par l'action d'un groupe de Lie {\displaystyle G}. Par exemple, dans le cas {\displaystyle G=GL(V)} et {\displaystyle R(u,u')\in {\text{End}}(V\otimes V)}, les seules applications {\displaystyle G}-invariantes dans {\displaystyle {\text{End}}(V\otimes V)} sont l'identité {\displaystyle I} et la volte {\displaystyle P} introduite plus haut. La forme générale des {\displaystyle R}-matrices est alors {\displaystyle R(u,u')=A(u,u')I+B(u,u')P} pour des fonctions scalaires convenables {\displaystyle A} et {\displaystyle B}.
L'équation de Yang-Baxter est homogène par rapport aux paramètres, au sens où si on définir {\displaystyle R'(u_{i},u_{j})=f(u_{i},u_{j})R(u_{i},u_{j})}, où {\displaystyle f} est une fonction scalaire, alors {\displaystyle R'} est aussi solution de l'équation de Yang-Baxter.
L'espace des paramètres peut lui-même avoir des symétries. Par exemple, l'invariance par translation impose que la dépendance en les arguments {\displaystyle (u,u')} soit uniquement une dépendance par rapport à la différence {\displaystyle u-u'}, qui est invariante par translation, alors que l'invariance par changement d'échelle impose que {\displaystyle R} est une fonction du quotient {\displaystyle u/u'}.

## Paramétrage et exemples de solutions
Un ansatz classique pour trouver des solutions est de les prendre de la forme {\displaystyle R(u,u')=R(u-u')}, où {\displaystyle R} ne dépend que d'un seul paramètre (additif). De façon équivalente, en prenant les logarithmes, on peut choisir le paramétrage {\displaystyle R(u,u')=R(u/u')}, auquel cas on dit que {\displaystyle R} dépend d'un paramètre multiplicatif. Dans ces cas, on peut réduire l'équation de Yang-Baxter à une forme qui facilite les calculs. Pour un paramètre additif, c'est
{\displaystyle R_{12}(u)\ R_{13}(u+v)\ R_{23}(v)=R_{23}(v)\ R_{13}(u+v)\ R_{12}(u)}
pour tous {\displaystyle u} et {\displaystyle v}. Pour un paramètre multiplicatif, l'équation devient
{\displaystyle R_{12}(u)\ R_{13}(uv)\ R_{23}(v)=R_{23}(v)\ R_{13}(uv)\ R_{12}(u)}
pour tous {\displaystyle u} et {\displaystyle v} non nuls.
Les versions « tresses » s'écrivent respectivement
{\displaystyle (\mathbf {1} \otimes {\check {R}}(u))({\check {R}}(u+v)\otimes \mathbf {1} )(\mathbf {1} \otimes {\check {R}}(v))=({\check {R}}(v)\otimes \mathbf {1} )(\mathbf {1} \otimes {\check {R}}(u+v))({\check {R}}(u)\otimes \mathbf {1} )};
{\displaystyle (\mathbf {1} \otimes {\check {R}}(u))({\check {R}}(uv)\otimes \mathbf {1} )(\mathbf {1} \otimes {\check {R}}(v))=({\check {R}}(v)\otimes \mathbf {1} )(\mathbf {1} \otimes {\check {R}}(uv))({\check {R}}(u)\otimes \mathbf {1} ).}
Parfois, le déterminant de {\displaystyle R(u)} peut s'annuler pour certaines valeurs du paramètre spectral {\displaystyle u=u_{0}}. Certaines {\displaystyle R}-matrices deviennent un projecteur de rang un en {\displaystyle u=u_{0}}. Dans ce cas, on peut définir un déterminant quantique[pas clair].

### Exemple de solutions de l'équation de Yang-Baxter paramétrée
- Une classe particulièrement simple de solutions de l'équation de Yang-Baxter paramétrée peut se déduire de solutions de l'équation sans paramètres telles que {\displaystyle {\check {R}}^{2}=\mathbf {1} }, pour lesquelles la représentation correspondante du groupe de tresses est une représentation du groupe symétrique. Dans ce cas, {\displaystyle {\check {R}}(u)=\mathbf {1} +u{\check {R}}} (ou, ce qui revient au même, {\displaystyle R(u)=P+uP\circ {\check {R}}} ) est une solution de l'équation de Yang-Baxter à paramètre (additif). Dans le cas où {\displaystyle {\check {R}}=P} et {\displaystyle R(u)=P+u\mathbf {1} } , on retrouve la matrice de diffusion de la chaîne de spins XXX de Heisenberg (quantique) (en).

- Les {\displaystyle R}-matrices des modules d'évaluation du groupe quantique {\displaystyle U_{q}({\widehat {\operatorname {sl} }}(2))} sont données explicitement par les matrices

{\displaystyle {\check {R}}(z)={\begin{pmatrix}qz-q^{-1}z^{-1}&&&\\&q-q^{-1}&z-z^{-1}&\\&z-z^{-1}&q-q^{-1}&\\&&&qz-q^{-1}z^{-1}\end{pmatrix}}.}
Alors, l'équation de Yang-Baxter à paramètre (multiplicatif) est satisfaite :
{\displaystyle ({\check {R}}(z)\otimes \mathbf {1} )({\check {R}}(zz')\otimes \mathbf {1} )(\mathbf {1} \otimes {\check {R}}(z'))=({\check {R}}(z')\otimes \mathbf {1} )(\mathbf {1} \otimes {\check {R}}(zz'))({\check {R}}(z)\otimes \mathbf {1} ).}

### Classification des solutions
On peut classer les solutions en trois types : rationnelles, trigonométriques et elliptiques. Elles sont respectivement reliées aux groupes quantiques appelés Yangiens (en), groupes quantiques affines (en) et algèbres elliptiques (en).